# Орша (посёлок городского типа, Тверская область)
О́рша — посёлок городского типа в Калининском районе Тверской области России. Местные жители называют посёлок Новая О́рша.
Образует городское поселение посёлок Орша как единственный населённый пункт в его составе.
Расположен в 30 км к северо-востоку от областного центра. К востоку от посёлка — болотный массив «Оршинский Мох».
Территория посёлка не развивается, один из кирпичных домов не достроен с советских времён. Значительная часть жителей живёт в благоустроенных домах кирпичного типа, но имеется также частный сектор.

## Население
| 1979  | 1989  | 2002  | 2009  | 2010  | 2012  | 2013  |
| ----- | ----- | ----- | ----- | ----- | ----- | ----- |
| 2591  | ↗2696 | ↘2347 | ↘2217 | ↗2252 | ↘2230 | ↗2239 |
| 2014  | 2015  | 2016  | 2017  | 2018  | 2019  | 2020  |
| ↗2242 | ↘2240 | ↘2185 | ↘2147 | ↘2124 | ↘2116 | ↘2088 |
| 2021  |       |       |       |       |       |       |
| ↘1974 |       |       |       |       |       |       |

## История
Возник в 1955 году в связи с началом торфоразработок. Статус посёлка городского типа — с 1974 года.

## Экономика
Торфопредприятие (при нём действовал цех по производству светильников и торшеров). Торфоразработки сейчас уже не ведутся в связи с банкротством организации (ранее на предприятии действовала станция узкоколейной железной дороги, обеспечивавшая вывоз торфа к посёлку Васильевский Мох).

## Культура
Работает современная школа, имеется дом культуры, больница, ряд магазинов.